# 尤尼昂鎮區 (愛荷華州塞羅戈多縣)
尤尼昂鎮區（英語：Union Township）是位於美國愛荷華州塞羅戈多縣的一個行政鎮區。

## 地方資料
根據2010年美國人口普查的數據，尤尼昂鎮區的面積為94.64平方千米，當中陸地面積為94.59平方千米，而水域面積為0.05平方千米。當地共有人口185人，而人口密度為每平方千米1.95人。